# Девід Вейтмен (веслувальник)
Девід Вейтмен (англ. David Weightman, 28 вересня 1971) — австралійський академічний веслувальник.
Срібний призер Олімпійських Ігор 1996 року в складі розпашної двійки без стернового.
Чемпіон Співдружності 1994 року в складі розпашної четвірки зі стерновим.